# Derek Reid
Derek Agutter Reid, född den 2 september 1927 i Leighton Buzzard, Bedfordshire, död den 18 januari 2006 i Chichester, West Sussex, var en brittisk mykolog.
Reid studerade biologi och geologi vid University of Hull och doktorerade med en avhandling om tickor vid Londons universitet 1954 (utgiven i bokform 1965 som A monograph of the stipitate stereoid fungi). Han blev assistent åt R.W.G. Dennis, föreståndare för den mykologiska avdelningen vid Kew Gardens, 1951 och när denne gick i pension 1975 övertog Reid positionen. Han pensionerades 1987 och var sedan gästprofessor vid universitetet i Pretoria från 1989 till 1997 där han fortsatte sitt samarbetade med Albert Eicker, vilket börjat 1970 då Reid tillbringade sex månader i Sydafrika.
Reid publicerade uppåt 200 artiklar om svampar, främst om deras taxonomi och främst om "Aphyllophorales". Han skrev också en populär fälthandbok Mushrooms and Toadstools (1980). Han var en skicklig akvarellist och illustrerade själv sina skrifter. Reid har beskrivit ett stort antal svamparter och har auktorsförkortningen D.A. Reid.
Reid gifte sig 1953 med mykologen Pamela Saich och tillsammans fick de sonen David, som sedermera blev malakolog. Äktenskapet överlevde inte 1970-talet och han gifte om sig 1987 med en kollega vid Kew, Sheila Glover.

## Eponym
Honungsvaxskivling, Hygrocybe reidii, är uppkallad efter D.A. Reid, liksom, bland andra, Volvariella reidii, Peniophora reidii och Stereopsis reidii.